# Biri, Szabolcs-Szatmár-Bereg
Biri  este un sat în districtul Nagykálló, județul Szabolcs-Szatmár-Bereg, Ungaria, având o populație de 1.450 de locuitori (2011). 

## Demografie
Componența etnică a satului Biri
     Maghiari (100%)
Componența confesională a satului Biri
     Greco-catolici (38,69%)
     Romano-catolici (21,86%)
     Reformați (10,28%)
     Fără religie (1,93%)
     Necunoscută (27,24%)
     Alte religii (0,41%)
Conform recensământului din 2011, satul Biri avea 1.450 de locuitori. Din punct de vedere etnic, majoritatea locuitorilor (100,0%) erau maghiari. Nu există o religie majoritară, locuitorii fiind greco-catolici (38,69%), romano-catolici (21,86%), reformați (10,28%) și persoane fără religie (1,93%). Pentru 27,24% din locuitori nu este cunoscută apartenența confesională.